# موريلو دي ألميدا
موريلو دي ألميدا (Murilo de Almeida) (مواليد 21 يناير 1989) هو لاعب كرة قدم. يلعب مع منتخب تيمور الشرقية لكرة القدم.

## وصلات خارجية
- موريلو دي ألميدا على موقع رابطة كرة القدم اليابانية للمحترفين (اليابانية)
- موريلو دي ألميدا على موقع قاعدة بيانات كرة القدم.إي يو (الإنجليزية)
- موريلو دي ألميدا على موقع ناشيونال فوتبول تيمز (الإنجليزية)
- موريلو دي ألميدا على موقع Soccerway.com (الإنجليزية)
- موريلو دي ألميدا على موقع عالم كرة القدم.نت (الإنجليزية)

- National Football Teams